# 4341 Poseidon
A 4341 Poseidon (ideiglenes jelöléssel 1987 KF) egy földközeli kisbolygó. Carolyn Shoemaker fedezte fel 1987. május 29-én.